# Міст Айой

Т-подібний міст Айой на розвилці річок.

Мі́ст Айо́й (яп. 相生橋, あいおいばし, МФА: [ai̯o i̯baɕi̥], «розвилковий міст») — міст в центрі японського міста Хіросіма, в районі Нака. Розташований на розвилці річок Стара Ота й Мотоясу, в південній частині Парку миру. За формою нагадує букву «Т». Довжина більшого пролету становить 123,35 м, а меншого, розташованого перпендикулярно до більшого, — 62 м. Ширина становить 40 м. Лежить на державному автошляху № 54, на маршруті Хіросімського трамвая. Сполучає з заходу на схід міські квартали Мото та Мотокава, а також острівний квартал Накадзіма, що знаходиться між ними. 6 серпня 1945 року став головною мішенню-орієнтиром для авіації США під час ядерного бомбардування Хіросіми.

## Короткі відомості

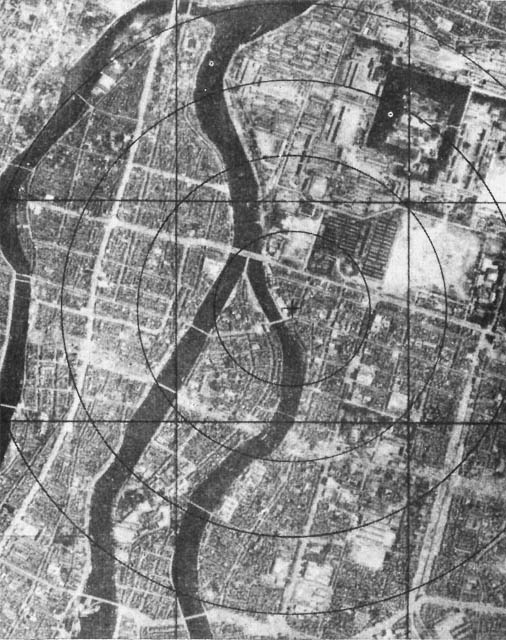
Міст Айой перед ядерним бомбардуванням.

Міст Айой було збудовано 1877 року заможними купцями Хіросіми. Він зв'язував квартали Накадзіма, Саруґаку і Кадзія, головні центри міського комерційного життя. Початково міст був дерев'яним і формою нагадував літеру «V». Прохід по ньому був платний, через що його називали Міст Дзеніторі — «міст, на якому беруть гроші».
1912 року по мосту пустили Хіросімські трамваї. Через двадцять років його зруйнувала повінь. 1932 року старий міст реставрували, але трамвайну колію проклали по новому залізному мосту, який збудували за декілька десятків метрів паралельно старому.
1934 року обидва мости поєднали залізобетонним-мостом перемичкою. Вся конструкція стала нагадувати перевернуту букву «Н». 1938 року її V-подібну дерев'яну частину демонтували, у зв'язку з чим утворився новий міст у формі букви «Т». Ця незвичайна форма була дуже виразно помітною з повітря. Тому під час Другої світової війни США обрали міст Айой як мішень-орієнтир для здійснення ядерного бомбардування Хіросіми. 
6 серпня 1945 року, о 8:15, американська ядерна бомба «Малюк» розірвалася за 100 м від мосту, частково зруйнувавши його. Люди, які в цей час переходили міст, випарувалися від тиску ядерного удару. На кінець дня розвилка річок Стара Ота і Мотоясу була завалена трупами людей.
У вересні і жовтні 1945 року Хіросіма постраждала від повеней, спричинених тайфунами. Усі мости, що зв'язували західну і центральну частини міста, за винятком  моста Айой, були зруйновані. 
Протягом 1949 — 1952 років адміністрація Хіросіми провела реставраційні роботи з налагодження міської інфраструктури. Під час робіт пошкоджений ядерним вибухом міст Айой було відремонтовано. В жовтні 1983 року відбувся капітальний ремонт цього мосту. Частина його старих металевих конструкцій помістили в Хіросімський музей миру.